# Smin Peak
Der Smin Peak (englisch; bulgarisch връх Смин wrach Smin) ist ein über 850 m hoher und teilweise unvereister Berg im Grahamland auf der Antarktischen Halbinsel. Auf der Trinity-Halbinsel ragt er 2,69 km südlich bis westlich des Hochstetter Peak, 10,06 km westnordwestlich des Levassor-Nunatak, 3,87 km nördlich des Tschotschoweni-Nunataks und 6,61 km nordöstlich des Drenta Bluff aus den südöstlichen Ausläufern des Louis-Philippe-Plateaus auf. Der Cugnot-Piedmont-Gletscher liegt östlich und südlich von ihm.
Deutsche und britische Wissenschaftler nahmen 1996 seine Kartierung vor. Die bulgarische Kommission für Antarktische Geographische Namen benannte ihn 2010 nach der Ortschaft Smin im Nordosten Bulgariens.